# Micah P. Hinson
Micah Paul Hinson (Memphis, 3 febbraio 1981) è un cantautore e chitarrista statunitense.

## Biografia
Micah cresce in una famiglia molto cristiana e conservatrice. Durante l'adolescenza si trasferisce ad Abilene, Texas, dove comincia a sperimentare con la musica già dall'età di 12 anni imparando i suoi primi accordi con una tastiera per bambini e apprendendo la teoria musicale con una chitarra che gli aveva regalato suo padre. Le sue prime esperienze creative consistevano nel prendere i testi di altre persone e suonare le proprie progressioni di accordi. Nella sua prima adolescenza entra anche in contatto con la droga. Non ancora maggiorenne fugge di casa con Melissa, modella di Vogue. Questo incontro lo segna indelebilmente: infatti, dopo aver finito tutti i soldi, conosciuto il carcere ed essere stato sfrattato dal proprio appartamento, viene abbandonato dalla modella, situazione che lo porterà a soffrire una forte depressione nonché la dipendenza dagli stupefacenti.
Cercando ispirazione dalle proprie esperienze e dalla propria solitudine, ricomincia a scrivere canzoni. Viene notato da John-Mark Lapham, tastierista dei The Earlies, che riesce a far avere ad Hinson un contratto per la registrazione di un album con l'etichetta inglese Sketchbook Records. Il suo debutto viene registrato nell'inverno del 2003 con l'assistenza del collettivo pop The Earlies, che aggiungono sonorità stravaganti alle sue canzoni di amori, perdite, patimenti e speranze che Hinson interpreta con la sua voce già inconfondibile.
Il suo primo album è Micah P. Hinson and the Gospel of Progress, uscito nel settembre del 2004, seguito nel 2005 da Baby and the Satellite, il suo primo album per la Jade Tree, e nel 2006 da Micah P. Hinson and the Opera Circuit. Nel luglio del 2008 esce invece il suo quarto album, Micah P. Hinson and The Red Empire Orchestra, seguito un anno più tardi da All Dressed Up And Smelling Of Strangers, lavoro con il quale Micah ripercorre e riarrangia cantanti e cantautori che hanno ispirato la sua formazione musicale. Nel maggio del 2010 è la volta di Micah P. Hinson and the Pioneer Saboteurs, che porta in tour anche in Italia: il 16 luglio a Verona, il 17 al Pistoia Blues Festival, il 18 luglio a Ferrara, il 19 luglio a Roma e il 20 luglio a Torino.
Nel 2011 il cantautore, in viaggio all'interno di un furgone in Spagna durante un tour estivo, è vittima di un gravissimo incidente stradale, in cui rischia di perdere la mobilità delle braccia e che lo costringe a una lunga riabilitazione. La terribile esperienza sarà fonte d'ispirazione per il suo nuovo lavoro: Micah P. Hinson and The Nothing, pubblicato il 17 febbraio 2014 su etichetta Talitres. Le canzoni vengono inizialmente elaborate con l'aiuto di The Twilight Sad, il Belgium Quartet e T. Nicholas Phelps. Successivamente le session di registrazione avvengono a Santander, in Spagna, al Moon River Studio. Riacquistato l'uso delle braccia, il cantautore e Fernando “Mac” completano il lavoro collaborando con un'ampia schiera di musicisti locali. "In ogni canzone emergono sentimento, passione, nonché tutto il tempo necessario dedicato a ciascun brano", afferma il musicista nelle note stampa.

## Discografia
- 2004 - Micah P. Hinson and the Gospel of Progress (Sketchbook Records, UK)(Overcoat Records, USA)
- 2005 - The Baby and the Satellite (Sketchbook Records, UK)(Jade Tree Records, USA)
- 2006 - Micah P. Hinson and the Opera Circuit (Sketchbook Records, UK)(Jade Tree Records USA)
- 2008 - Micah P. Hinson and the Red Empire Orchestra (Full Time Hobby, UK)
- 2009 - All Dressed Up and Smelling of Strangers (Full Time Hobby, UK)
- 2010 - Micah P. Hinson and the Pioneer Saboteurs (Full Time Hobby, UK)
- 2014 - Micah P. Hinson and The Nothing (Talitres, FR)
- 2015 - Broken Arrows (with T. Nicholas Phelps) (Bronson Recordings, IT)
- 2017 - Micah P. Hinson Presents The Holy Strangers (Full Time Hobby, UK)
- 2018 - When I Shoot At You With Arrows, I Will Shoot To Destroy You (Full Time Hobby, UK)
- 2022 - "I Lie To You" (Ponderosa Music Records Srl - Italy)